# Землетрус в Ель-Аснамі (1980)
Землетрус 1980 року в Ель-Аснамі стався 10 жовтня о із величиною моменту 7,1 і максимальною інтенсивністю Меркаллі X (Екстремальна). Поштовх стався в алжирському місті Ель-Аснам (нині відоме як Шлеф). Поштовхи відчули понад 550 км., далеко, причому початковий землетрус тривав 35 секунд. Це був найсильніший землетрус в Алжирі, за яким через три години стався афтершок магнітудою 6,2. Землетрус спричинив близько 550 км поверхневого розриву та мав вертикальне ковзання до 4,2 м. Форшоків не зафіксовано. Було встановлено, що землетрус стався дуже близько до епіцентру землетрусу в Члефі 1954 року за допомогою методів спільного визначення епіцентру. Це сталося на раніше невідомому зворотному розломі.
Цей землетрус став найбільшим в Атласі з 1790 року.
Крім землетрусу, на мареографах були зафіксовані слабкі хвилі цунамі.
Землетрус стався в населеному районі Алжиру, постраждало 900 тис. осіб. Він зруйнував 25 000 будинків і зробив 300 000 жителів без даху над головою. Окрім руйнування будинків, землетрус також зруйнував критичну інфраструктуру, зокрема головну лікарню, центральну мечеть і школу для дівчат. Лікарня була настільки сильно пошкоджена, що довелося транспортувати понад 160 км., постраждалих до найближчої лікарні. Обидві події завдали значних збитків: щонайменше 2633 загиблих і 8369 поранених. Землетрус завдав збитків приблизно на 5,2 мільярда доларів, що становило 22% ВВП Алжиру на той час.